# Rhopalia berlandi
Rhopalia berlandi is een vliegensoort uit de familie Mydidae. De wetenschappelijke naam van de soort is voor het eerst geldig gepubliceerd in 1949 door Séguy.
De soort komt voor in Marokko.